# 英迪戈
英迪戈（英語：Indigo Books & Music Inc.，TSX：IDG，写成!ndigo）是加拿大一家图书零售连锁店。公司于1996年由CEOHeather Reisman成立，她是Onex大股东兼CEOGerry Schwartz的妻子。

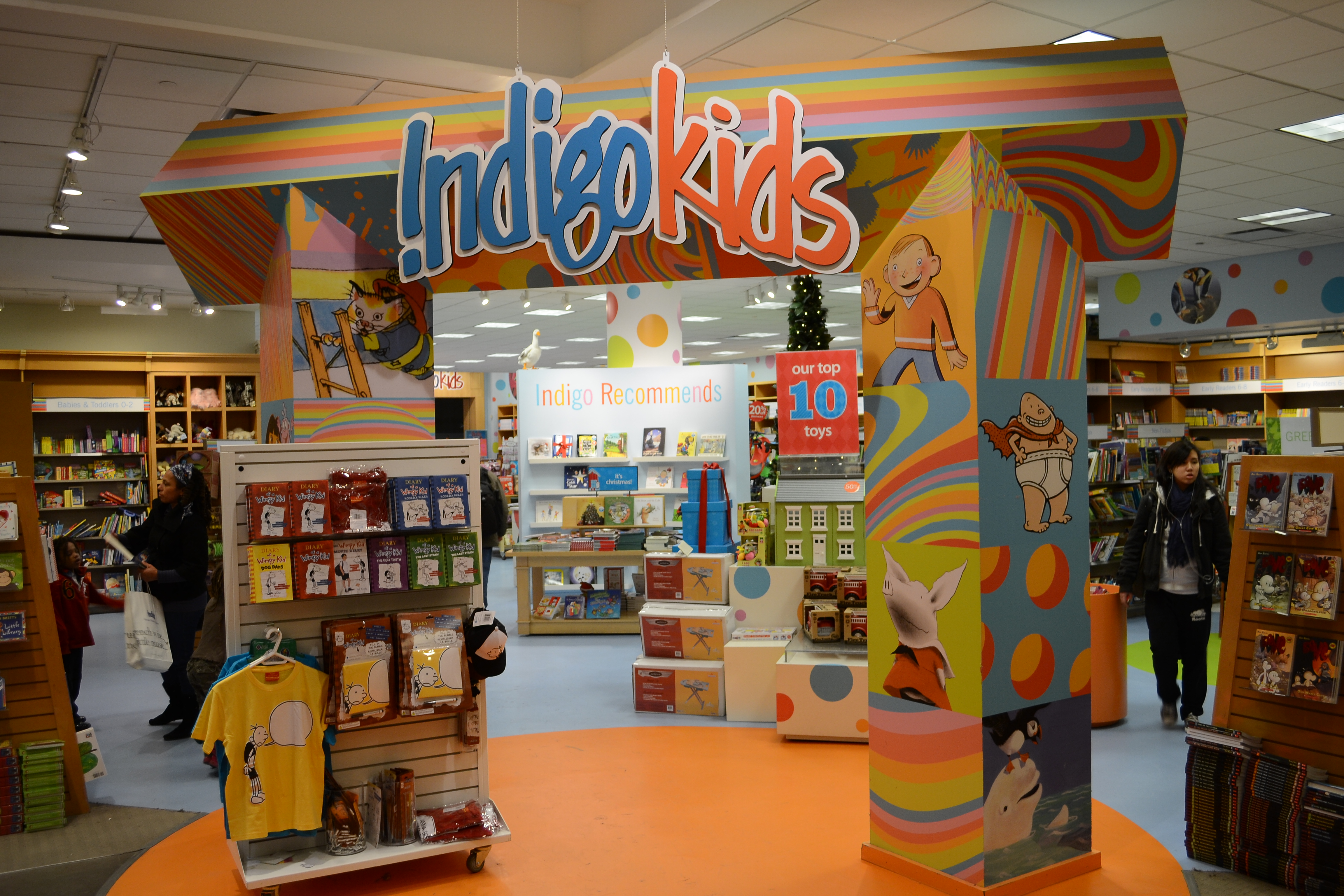
Indigo Kids.

1997年9月4日，公司的第一家超級廣場书店"Indigo Books, Music & More"在安大略省伯灵顿开张。在Onex的帮助下，Indigo于2001年收购了当时最大的竞争对手Chapters。